# FNN DATE LINE
『FNN DATE LINE』（エフエヌエヌ デイト・ライン）は、1987年10月1日から1990年3月31日までフジテレビ（FNN）で放送されていた深夜最終便の報道番組。
1988年3月31日までは『FNN Date Line』、1988年4月1日からは『ニュース最終版』枠に内包されたためFNNの文字を削除し、『DATE LINE』として放送していた。

## 概要
平日はその日起こったニュース、特集、天気予報と、土曜・日曜は15分間でニュースと天気予報という構成。開始後半年間はニュース番組の中に『プロ野球ニュース』が内包される形であったが、1988年4月から『FNN DATE LINE』はニュース番組ゾーンの名称となり、『プロ野球ニュース』と併せて『ニュース最終版』という番組を構成した（すなわち、コンプレックス番組。平日は同ゾーンの第2部、土曜・日曜は第1部として放送）。
オープニングで福井テレビでは画面下に『協力：中日新聞』、東海テレビでは画面上に『東海テレビ』画面下に『協力：中日新聞』と表示していた。

### 1987年度
メインキャスターは前番組の『FNNニュース工場』から引き続き、平日は露木茂（当時フジテレビアナウンサー）と新しく加入した山村美智子（元フジテレビアナウンサー、現在の山村美智）が担当。土曜・日曜も『FNNニュース工場』から引き続き、永島信道（当時フジテレビアナウンサー）が担当。土曜・日曜の天気予報は『プロ野球ニュース』のキャスターだった大島智子（現在の大島さと子）が伝えていた。
1987年11月13日放送分で、山村美智子がスタッフのくしゃみに反応してしまい、笑いをこらえられないままニュースを読んでしまうハプニングが発生。さらに、11月16日放送分の三原山噴火関連のニュースでの発言が原因で、山村は番組降板を余儀なくされた。翌日の11月17日からは代理アシスタントを置かず、1988年3月31日までは露木が単独で番組進行に当たる異例の形をとった。その三原山噴火関連のニュースでは「あんな島に住まなければいいのに」という発言が問題とされたが、実際には「あんな島に住まなければいいと言う人もいますが、生活されている方にとっては、大切な故郷ですから」とコメントしたのが前半部分だけ切り取られて広まってしまったと、後年山村本人が語っている。

### 1988年度
『ニュース最終版』発足に伴い、再び単独のニュース番組となった。平日版は、平日昼の『FNNスピーク』の担当へ戻った露木茂から、慶應義塾大学ラグビー部出身でフジテレビ報道局政治部記者へ転身した上田昭夫（当時フジテレビ報道局記者）と『FNNスピーク』から小出美奈（当時フジテレビアナウンサー）にメインキャスターが交代した。土曜・日曜は長期間深夜のニュースを担当した永島信道から、当時20代後半の山中秀樹（当時フジテレビアナウンサー）に交代した。土曜・日曜は天気予報を含む15分番組となった。
鹿内春雄が亡くなった（1988年4月16日）際には、当番組内で鹿内の訃報が伝えられた（土曜深夜の放送だったため、伝えていたのは山中秀樹）。

### 1989年度
1989年には、元NHK記者でニュースキャスターを務めていた木村太郎とフジテレビが専属契約を結び、メインキャスターとして起用。当番組終了後も2000年3月まで深夜最終版のニュースキャスター・コメンテーターを務めた。女性キャスターは松尾紀子（当時フジテレビアナウンサー）に替わった。
木村が担当した1989年度は、『トーク』と称して木村によるニュース当事者への生インタビューや視聴者からの電話での質問を中心に据え、その前後に松尾紀子が伝えるストレートニュースやフラッシュニュース、天気予報を配置する構成をとった。

### 年末年始
年末年始は12月28日から1月3日まで15分の短縮版で放送していた。『プロ野球ニュース』は休止となっていた。1987年度はメインキャスターの露木茂・永島信道ではなく、別のアナウンサー（横井克裕など）が担当していた。1988年度は平日が小出美奈など、土曜・日曜は山中秀樹が担当していた。1989年度は平日が松尾紀子など、土曜は山中秀樹、日曜（大晦日）は牧原俊幸が担当していた。

## 出演者
| 期間 | 期間       | 平日版キャスター | 平日版キャスター | 土曜・日曜版キャスター2 |
| 期間 | 期間       | 男性             | 女性             | 土曜・日曜版キャスター2 |
| --- | ---------- | ---------------- | ---------------- | ----------------------- |
| 1987.10.1 | 1987.11.16 | 露木茂1          | 山村美智子3      | 永島信道1               |
| 1987.11.17 | 1988.3.31  | 露木茂1          | （不在）         | 永島信道1               |
| 1988.4.1 | 1989.4.2   | 上田昭夫☆        | 小出美奈         | 山中秀樹4               |
| 1989.4.3 | 1990.3.31  | 木村太郎☆4・5    | 松尾紀子         | 山中秀樹4               |
| - ☆=フジテレビ報道局記者（木村は局契約記者）、山村以外は出演当時全員フジテレビアナウンサー。 - 1 『FNNニュース工場』から続投。 - 2 『FNNニュース・明日の天気』を兼務。 - 3 山村降板の理由については#概要を参照。 - 4 『FNN NEWSCOM』も続投。 - 5 『ニュースJAPAN』も続投（コメンテーターとして）。 |            |                  |                  |                         |

## 放送時間・番組タイトルの変遷
| 期間      | 期間      | 番組タイトル             | 放送時間（JST）         | 放送時間（JST）        | 放送時間（JST）        |
| 期間      | 期間      | 番組タイトル             | 月曜日 - 金曜日         | 土曜日                 | 日曜日                 |
| --------- | --------- | ------------------------ | ----------------------- | ---------------------- | ---------------------- |
| 1987.10.1 | 1988.3.31 | FNN Date Line            | 23:00 - 翌0:20 （80分） | 23:30 - 翌0:40（70分） | 23:30 - 翌0:40（70分） |
| 1988.4.1  | 1989.3.31 | ニュース最終版 DATE LINE | 23:45 - 翌0:20 （35分） | 23:30 - 23:45（15分）  | 23:30 - 23:45（15分）  |
| 1989.4.1  | 1990.3.31 | ニュース最終版 DATE LINE | 23:45 - 翌0:30 （45分） | 翌0:00 - 0:15 （15分） | 23:30 - 23:45 （15分） |

## 番組の流れ
以下に記載されている時刻は全て日本標準時。

### 若期（1987年度後半）
平日
- 23:00 - 23:10 『FNN Date Line』オープニング-ニュースサマリー(ヘッドライン)（担当：露木茂、佐々木信也）
- 23:10 - 23:50 『スポーツワイド プロ野球ニュース』（担当：佐々木信也）
- 23:50 - 翌0:15 『FNN Date Line』本編（特集コーナーが主）
- 翌0:15 - 0:20 お天気・エンディング

土曜・日曜
- 23:30 - 23:40 『FNN Date Line』オープニング-本編（担当：永島信道）
- 23:40 - 翌0:35 『スポーツワイド プロ野球ニュース』（担当：みのもんた、大島さと子→放送当時は大島智子）
- 翌0:35 - 0:40 お天気・エンディング

備考
- 開始当初は『プロ野球ニュース』をコンプレックスした80分（土曜・日曜は70分）番組として放送していた。

### 中期・晩期（1988・1989年度）
平日（1988年度）
- オープニング→ニュース→CM→産経新聞今日の早番（コラム）(ローカル枠)→NY株式市場（中継）→CM→特集→CM→天気予報→エンディング

平日（1989年度）
- オープニング→CM→ニュース→CM→トークコーナー（インタビュー）→CM→トークコーナー（インタビュー）・電話質問→CM→天気予報→エンディング
- 1989年4月から9月まで、ニュースは報道センター内から、天気予報はスタジオへ移動して伝えた。1989年10月からはニュースや天気予報も全てスタジオから伝えるようになった。

土曜・日曜（1988・1989年度）
- 土曜：オープニング→CM→全国ニュース・ローカルニュース→CM→天気予報→CM→山中秀樹の短いニュースコメント（20秒ほど）
- 日曜：オープニング→CM→全国ニュース・ローカルニュース→CM→天気予報（そのまま終了）
- 日曜は『FNN NEWSCOM』が終了する1994年3月27日まで全国枠のスポンサーがなかった。
- エンディングや天気予報の最後には「次は プロ野球ニュース」のテロップが出ていた。
- 1989年4月以降の土曜や日付をまたぐ場合、山中秀樹が『こんばんは、週末の「DATE LINE」山中秀樹です。日付は〇月〇日の日曜日（月曜日）に変わっております』とコメントしていた（後継番組の「FNN NEWS COM」も同様）。
- 天気予報は、フジテレビの取材地域である茨城県などやフジテレビ系列のない青森県・山梨県・高知県（高知さんさんテレビは1997年4月1日開局）などの話題を、山中秀樹が「今日はこの映像をバックにお送りします」と言って放送していた。1989年4月からは松任谷正隆のテーマ曲を使っていた。札幌・仙台・東京・名古屋・大阪・広島・高松・福岡の8地点で「東京　はれ　☔10％」というような天気予報だった。この天気予報は1987年4月4日からの『FNNニュース工場』から1995年3月26日までの『スポーツWAVE』で使われていた。

## テーマ音楽
新潟総合テレビ（NST）では、新潟県ローカルのスポンサーを付けていた関係上、提供クレジットを差し替えるため、同じタイトル映像を自社送出していた（後番組の『NEWSCOM』以降、提供クレジット部分はブルーバック画面で差し替え）。
- 1987年度後半：たかしまあきひこ
  - 暗い円形の空間が明るくなると、上部に浮いたままのバラの花が現れて円形空間の回転に合わせて動き、その下にタイトルロゴが表示されるCGを使用。タイトルが消えた後も空間の回転とバラの花の動きは続く。ネットスポンサーのついていた局ではタイトルが消える前にスタジオの映像に変わるため、完全な映像はスポンサーを差し替える新潟総合テレビでしか見る事が出来なかった。
- 1988年度：たかしまあきひこ
  - 男女のサラリーマンやOLがビルのガラス等に映り、その間に、男性、女性それぞれのエキストラが歩くシーン（足元のみを写す）を絡ませながら、最後のフジテレビ(河田町)のメインビルの真正面の所でタイトルロゴが表示されるCGである。
- 1989年度：松任谷正隆
  - 東京の夜景映像の上にタイトルロゴを表示していた。ロゴのデザインには「3」「6」「12」の数字だけを入れたアナログ時計が組み込まれていて、長針と短針が各曜日の放送開始時間を指していた(プロ野球ナイター中継延長、『ゴールデン洋画劇場』延長などの場合も時間はずれているが通常の放送時間通り使われていた）。本来は木村登場の日からになるが、4月1日が土曜日のため、山中の時から出ていた。尚、平日は11:45の長針が「DATE LINE」のロゴの間に長く伸びていた。平日版のエンドカードでは「DATE LINE」のロゴが消えた後にこの時計が番組終了時刻を指していた（『ニュース最終版』としてのエンドカードがその後にあるため「終」などの表示は無かった）。土曜・日曜版では表示されず「次はプロ野球ニュース」年末年始は「FNN DATE LINE END」と表示していた。日曜日は全国枠のスポンサーがなく、フジテレビではオープニングで日付を表示していた（『FNN NEWS COM』も同様）。

## ネット状況

### ネット局
◎は「プロ野球ニュース」を含めて同時ネット。△は「プロ野球ニュース」のみ時差ネット（ニュースは日本テレビの『NNNきょうの出来事』を放送）。
| 放送対象地域   | 放送局                                   | 系列        | ネット | 備考                             |
| -------------- | ---------------------------------------- | ----------- | ------ | -------------------------------- |
| 関東広域圏     | フジテレビ(CX)                           | FNN         | ◎      | 基幹・制作局                     |
| 北海道         | 北海道文化放送(UHB)                      | FNN         |        |                                  |
| 青森県         | 青森放送(RAB)                            | NNN/ANN     | △      | 現在はNNNのみ加入                |
| 宮城県         | 仙台放送(OX)                             | FNN         | ◎      |                                  |
| 秋田県         | 秋田テレビ(AKT)                          | FNN         | ◎      |                                  |
| 山形県         | 山形テレビ(YTS)                          | FNN         | ◎      | 現在はANN系列                    |
| 福島県         | 福島テレビ(FTV)                          | FNN         | ◎      |                                  |
| 新潟県         | 新潟総合テレビ(NST)                      | FNN         | ◎      | 現・NST新潟総合テレビ            |
| 長野県         | 長野放送(NBS)                            | FNN         | ◎      |                                  |
| 山梨県         | 山梨放送(YBS)                            | NNN         | △      |                                  |
| 静岡県         | テレビ静岡(SUT)                          | FNN         | ◎      |                                  |
| 富山県         | 富山テレビ(T34)                          | FNN         | ◎      | 現・BBT                          |
| 石川県         | 石川テレビ(ITC)                          | FNN         | ◎      |                                  |
| 福井県         | 福井テレビ(FTB)                          | FNN         | ◎      |                                  |
| 中京広域圏     | 東海テレビ(THK)                          | FNN         | ◎      | 『FNN東海テレビDATE LINE』に改題 |
| 近畿広域圏     | 関西テレビ(KTV)                          | FNN         | ◎      |                                  |
| 島根県・鳥取県 | 山陰中央テレビ(TSK)                      | FNN         | ◎      |                                  |
| 岡山県・香川県 | 岡山放送(OHK)                            | FNN         | ◎      |                                  |
| 広島県         | テレビ新広島(tss)                        | FNN         | ◎      |                                  |
| 山口県         | 山口放送(KRY)                            | NNN/ANN     | △      | 現在はNNNのみ加入                |
| 徳島県         | 四国放送(JRT)                            | NNN         | △      |                                  |
| 愛媛県         | テレビ愛媛(EBC)                          | FNN         | ◎      |                                  |
| 高知県         | 高知放送(RKC)                            | NNN         | △      |                                  |
| 福岡県         | テレビ西日本(TNC)                        | FNN         | ◎      | 『TNC DATE LINE』に改題          |
| 佐賀県         | サガテレビ(sts)                          | FNN         | ◎      |                                  |
| 長崎県         | テレビ長崎(KTN)                          | FNN/NNN     | △      | 現在はFNNのみ加入                |
| 熊本県         | テレビ熊本(TKU)                          | FNN/ANN     | ◎      | 現在はFNNのみ加入                |
| 宮崎県         | テレビ宮崎(UMK)                          | FNN/NNN/ANN | △      |                                  |
| 鹿児島県       | 鹿児島テレビ(KTS) （金曜日・土曜日のみ） | NNN/FNN     | △      | 現在はFNNのみ加入                |
| 沖縄県         | 沖縄テレビ(OTV)                          | FNN         | ◎      |                                  |